# Алвару XI
Алвару XI (порт. Alvaro XI) або Нканґа-а-Нканґа (кон. Nkanga a Nkanga; пом. 1778) — сорок перший маніконго центральноафриканського королівства Конго.
Прийшов до влади, поваливши Педру V, який не погодився виконувати угоду про ротацію влади між двома королівськими родами Конго. Після повалення Педру не відмовився від своїх претензій на престол, тому після смерті Алвару почалась нова стадія війни за трон між прибічниками Жозе I з родини Кінлаза та родиною Кімпанзу, яка підтримувала того ж Педру V.